# The Shield's Final Chapter
The Shield's Final Chapter è stato un evento speciale di wrestling organizzato dalla WWE in esclusiva per il WWE Network. L'evento si è svolto il 21 aprile 2019 al TaxSlayer Center di Moline (Illinois).
L'evento ha visto l'ultima apparizione dello Shield (Dean Ambrose, Roman Reigns e Seth Rollins).

## Storyline
Il 29 gennaio 2019 Dean Ambrose ha deciso di non rinnovare il contratto con la WWE (in scadenza ad aprile). Nella puntata del 25 febbraio di Raw Roman Reigns (tornato dopo la sua lotta contro la leucemia) chiama Seth Rollins per parlare della sua vittoria della Royal Rumble 2019 e del match che avrebbe dovuto disputare a WrestleMania 35 contro Brock Lesnar per il suo WWE Universal Championship (match che ha vinto portando con sé il titolo), e gli chiede anche se sarebbe stato a favore di fare un'ultima reunion dello Shield, Rollins accetta ed i due riescono a convincere Dean Ambrose a fare l'ultima reunion, a Fastlane 2019 lo Shield sconfigge Baron Corbin, Bobby Lashley e Drew McIntyre. Data la scadenza del contratto di Ambrose, la WWE annuncia un evento dedicato alla stable,  e qui sempre contro Corbin, Lashley e McIntyre lo Shield fa la sua ultima reunion, vincendo il match e decretando il ritiro di Amborse dalla WWE.

## Risultati
| # | Incontri                                                                      | Stipulazioni                                          | Durata |
| - | ----------------------------------------------------------------------------- | ----------------------------------------------------- | ------ |
| 1 | Finn Bálor (c) ha sconfitto Elias                                             | Single match per il WWE Intercontinental Championship | 06:35  |
| 2 | Bayley e Ember Moon hanno sconfitto Ruby Riott e Sarah Logan (con Liv Morgan) | Tag team match                                        | 07:15  |
| 3 | The Shield ha sconfitto Baron Corbin, Bobby Lashley e Drew McIntyre           | Six-man tag team match                                | 14:25  |